# Kaesong
Kaesŏng är en stad i södra Nordkorea nära gränsen till Sydkorea. Den ligger i provinsen Norra Hwanghae och hade cirka 300 000 invånare vid folkräkningen 2008, varav cirka 200 000 bodde i själva centralorten. Mellan 1955 och 2003 var staden en så kallad "direktstyrd stad" och var då en självständig administrativ enhet på ungefär samma nivå som provinserna. 
Staden ligger nära industriregionen Kaesong, där många sydkoreanska företag har fabriker. Under Koryodynastin var Kaesong Koreas huvudstad mellan åren 919 och 1394. Staden var sedan en del av Gyeonggiprovinsen fram till koreakriget och efter att ha tillhört Sydkorea togs den över av Nordkorea 1951. Staden är den enda som bytt sida efter Koreakriget.
Staden har flera antika sevärdheter och är en av de platser som utländska turister kan besöka.